# Deezbüll

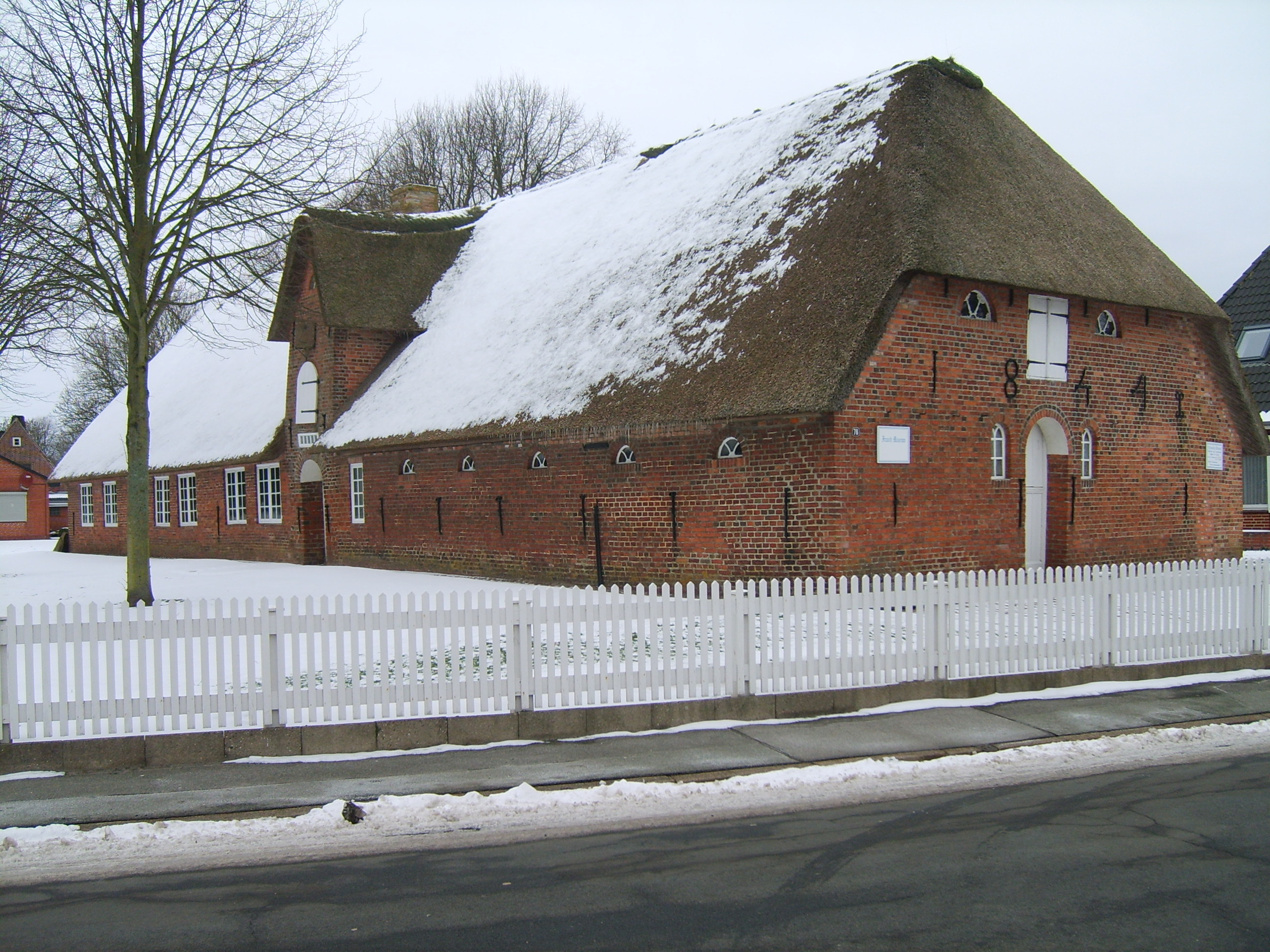
Friesisches Museum Deezbüll

Deezbüll (nordfriesisch Deesbel, dänisch Dedsbøl) ist ein Stadtteil der Stadt Niebüll im Kreis Nordfriesland in Schleswig-Holstein mit rund 1000 Einwohnern. Deezbüll liegt im Südwesten des Stadtgebietes und ist mit dem Kernort zusammengewachsen. Der Stadtteil erstreckt sich von der Deezbüller Straße bis zur Bahnstrecke Niebüll–Dagebüll.

## Geschichte

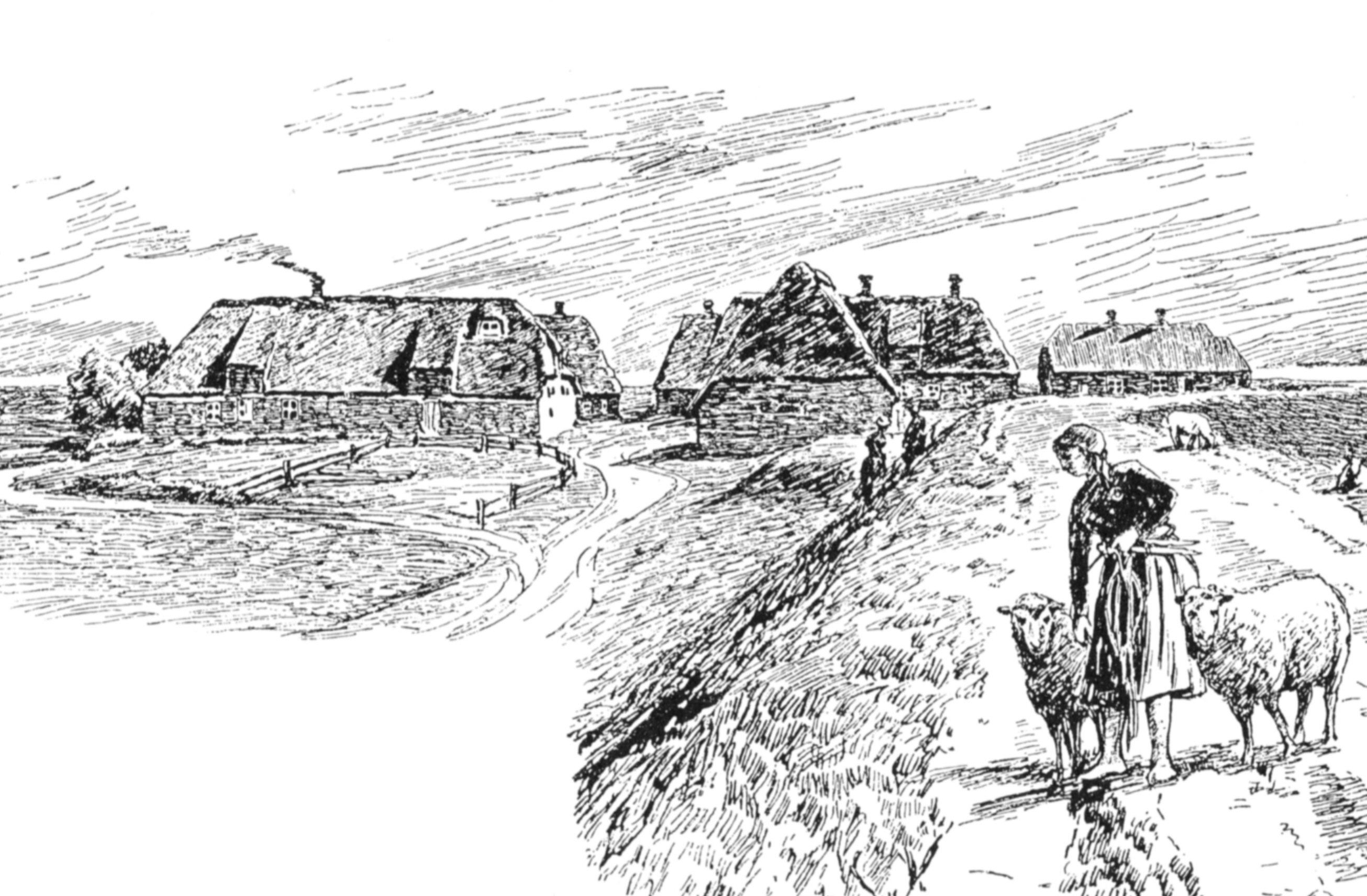
Deezbüll um 1895

Die Deezbüller Kirche wurde Anfang des 13. Jahrhunderts errichtet. 1362 wurde Deezbüll von der so genannten Zweiten Marcellusflut schwer getroffen – die Küstenlinie lag damals noch unmittelbar westlich von Niebüll. Gegen Ende des 14. Jahrhunderts wurde daher damit begonnen, das Gebiet bis Maasbüll einzudeichen.
Erstmals urkundlich erwähnt wurde der Ort erst am 1. November 1436 als Dedesbul in einer Besitzaufstellung des Schleswiger Bischofs Nicolaus IV. Wulf. Ende des 15. Jahrhunderts erhielt Deezbüll einen Hafen, 1523 wurde die Reformation eingeführt. Seit 1555 ist im Ort eine Schule bezeugt. Im Dreißigjährigen Krieg erreichten Wallensteinsche Truppen die Gegend und legten eine Schanze bei Deezbülleck an, wurden aber 1629 von den Dänen besiegt. Im 17. Jahrhundert wurde die Deezbüller Mühle errichtet. Am 11. Oktober 1634 kam es erneut zu einer schweren Flut, der zweiten Groten Mandränke, die in Deezbüll 50 Menschenleben forderte, 17 Häuser wurden weggerissen. 1643–1645 war die Gegend schwedisch besetzt, 1657–1660 hatte das Land schwer unter dem erneuten dänisch-schwedischen Krieg zu leiden.
1682 wurde der Christian-Albrechts-Koog, der unmittelbar westlich von Deezbüll liegt, eingedeicht. Der Deezbüller Hafen wurde daraufhin in dem nun landeinwärts gelegenen Ort aufgegeben. Die Kirche wurde 1751 umgebaut. 1838 erhielt Deezbüll nach Abbruch der alten Schule eine neue, die so genannte Küster-Schule. 1866 wurde im Ort eine Post- und Telegrafenstelle errichtet. 1870 erhielt der Ort eine zweite Schule. 1895 wurde die Bahnstrecke nach Dagebüll eröffnet. Seitdem hat Deezbüll einen Haltepunkt. Die Freiwillige Feuerwehr wurde 1934 gegründet. 1940 lebten in Deezbüll 644 Einwohner, nach dem Zweiten Weltkrieg stieg die Zahl durch die Aufnahme von Flüchtlingen auf nahezu das Doppelte an. Am 1. April 1950 erfolgte die Eingemeindung nach Niebüll. Die beiden Schulen des Ortes wurden 1952 aufgelöst. 1964 wurde der alte Kirchturm wegen Baufälligkeit abgerissen und durch einen neuen ersetzt.
Bevölkerungsentwicklung:
- 1769: 0536 Einwohner und 148 Häuser
- 1900: 0562 Einwohner
- 1940: 0644 Einwohner
- 1950: 1004 Einwohner
- 2011: 1265 Einwohner

## Sehenswürdigkeiten
Die romanisch-gotische Apostelkirche ist die größte Sehenswürdigkeit. Deezbüll ist außerdem Standort des Friesischen Museums.
Das 1850 erbaute Turmhaus gehört eigentlich zu Galmsbüll. Hier wohnten in der Vergangenheit bekannte Maler wie Carl Ludwig Jessen und Hans Plutta.

## Einrichtungen
In Deezbüll befand sich ein Haus, das bis 2008 die einzige reetgedeckte Jugendherberge Deutschlands war. Es wurde 2013 abgerissen.

## Vereine
- Freiwillige Feuerwehr
- Friesenverein Niebüll-Deezbüll
- Nordfriesisches Schützenkorps Niebüll-Deezbüll

## Persönlichkeiten
- Der Maler Carl Ludwig Jessen (1833–1917) lebte in Deezbüll und ist zusammen mit seiner Familie auf dem Friedhof der Apostelkirche beigesetzt.
- Der Maler, Konvertit und Dominikaner Benedikt Momme Nissen (1870–1943) stammte aus Deezbüll.
- Der Dichter Nis Albrecht Johannsen der Jüngere (1888–1967) stammte aus Deezbüll.
- Die deutsche Schauspielerin Carsta Löck (1902–1993) wurde in Deezbüll geboren.